# 青年大街駅

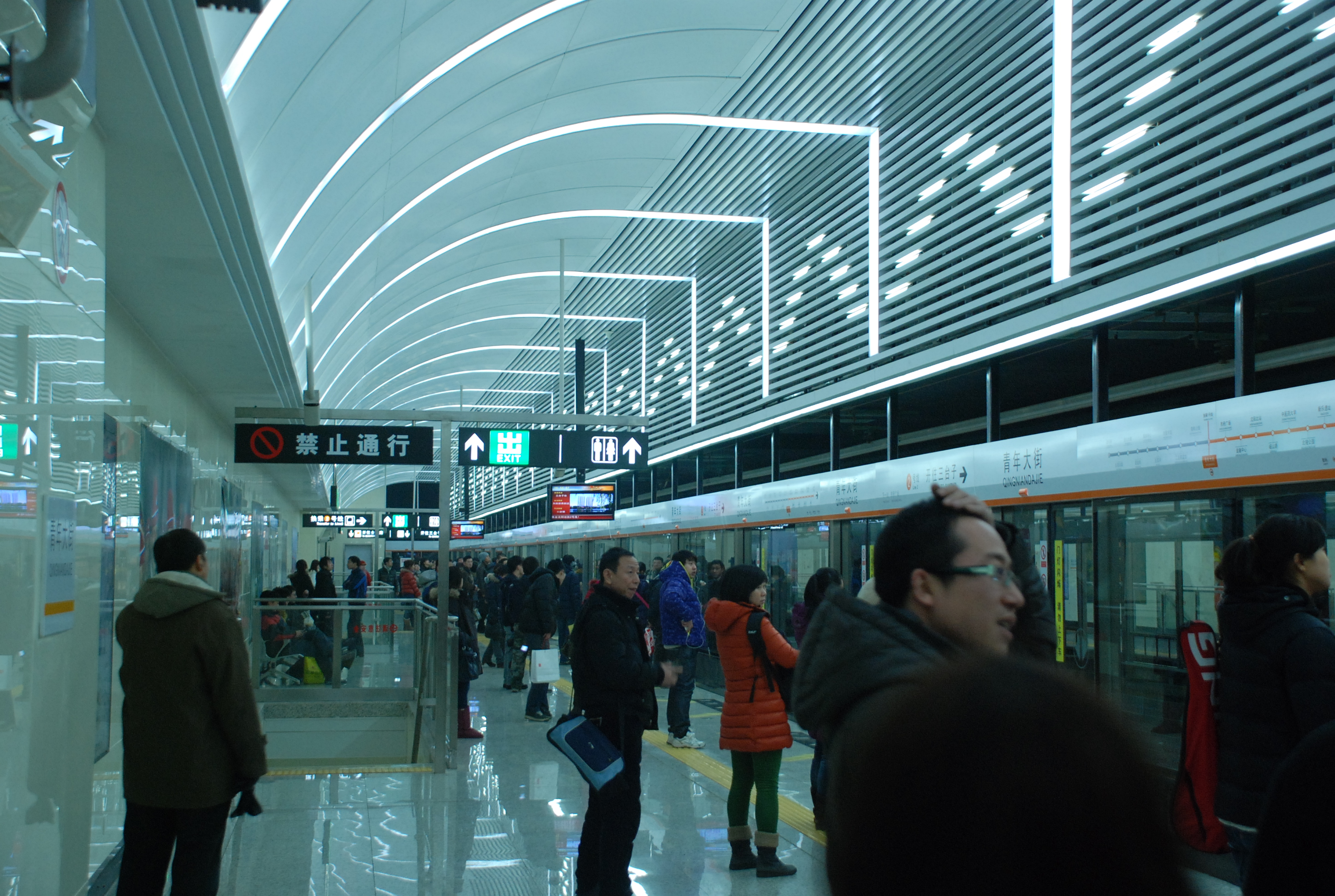
瀋陽地下鉄2号線のプラットフォーム

青年大街駅（せいねんだいがい-えき）は中華人民共和国遼寧省瀋陽市瀋河区に位置する瀋陽地下鉄の駅である。

## 乗り入れ路線
瀋陽地下鉄
■1号線
■2号線

## 駅構造
1号線用の島式ホーム1面2線と2号線用の相対式ホーム2面2線を有する地下駅で、ホームドア設置駅。1号線の上を2号線が乗り越える形で立体交差している。出口はA・B・C・Dの4箇所ある。
のりば
1号線は駅北側から、
| ■1号線 | 瀋陽駅・十三号街方面 |
| ■1号線 | 中街・黎明広場方面   |

2号線は駅東側から、
| ■2号線 | 瀋陽北駅・蒲田路方面 |
| ■2号線 | 奥体中心・全運路方面 |

## 駅周辺
- 瀋陽百聯購物中心
- 中影新東北影城
- 瀋陽市財政局
- 東北神学院
- 電業園
- 大東副食商場瀋河超市
- 瀋河区啓智実験学校
- 実験幼稚園
- 瀋陽清文化主題酒店

## 歴史

### 年表
- 2010年9月27日 - 1号線開業。
- 2011年12月30日 - 2号線開業。

## 隣の駅
瀋陽地下鉄
■1号線
南市場駅 - 青年大街駅 - 懐遠門駅
■2号線
市府広場駅 - 青年大街駅 - 青年公園駅